# میشن هیلز (کالیفرنیا)
میشن هیلز (به انگلیسی: Mission Hills) یک منطقهٔ مسکونی در ایالات متحده آمریکا است که در شهرستان سانتا باربارا، کالیفرنیا واقع شده‌است. میشن هیلز ۳٫۲۰۴ کیلومتر مربع مساحت و ۳٬۵۷۶ نفر جمعیت دارد و ۹۹ متر بالاتر از سطح دریا واقع شده‌است.